# Adolf Dhavé
Adolf D'Havé (Knesselare, 26 oktober 1872 - Doornzele, 3 september 1950) was een Belgisch volksvertegenwoordiger.

## Levensloop
D'Havé was schoolbestuurder en actief als voorzitter Oost-Vlaanderen binnen het Christelijk Onderwijzersverbond (COV).
In 1929 werd hij verkozen tot katholiek volksvertegenwoordiger voor het arrondissement Gent-Eeklo. Hij vervulde dit mandaat tot in 1946.